# Challenge mondial de course en montagne longue distance 2006
Navigation
2005 2007
Le Challenge mondial de course en montagne longue distance 2006 est une compétition de course en montagne qui s'est déroulée le 28 août 2006 à Manitou Springs aux États-Unis. C'est le marathon de Pikes Peak qui accueille les championnats. Il s'agit de la troisième édition de l'épreuve.

## Résultats
Déjà six fois vainqueur du marathon et détenteur du record, l'Américain Matt Carpenter s'élance en grand favori. Malgré une violente crise de nerfs la veille, il s'impose facilement en 3 h 33 min 7 s sur le parcours qui est considéré comme le marathon le plus difficile au monde. Il devance son compatriote Galen Burrell de plus de douze minutes. Zac Freudenburg complète le podium.
L'Américaine Danelle Ballengee, quadruple vainqueur du marathon, est annoncée comme favorite. Cependant, la championne en titre Emma Murray prend les commandes de la course dès le départ. Danelle pense pouvoir la rattraper à mi-parcours mais l'Australienne conserve son rythme et remporte la victoire avec quatre minutes d'avance. Le podium est complété par une autre Américaine, Keri Nelson,.

### Individuel
| Rang               | Athlète            | Pays       | Temps           |
| ------------------ | ------------------ | ---------- | --------------- |
| Médaille d'or      | Matt Carpenter     | États-Unis | 3 h 33 min 7 s  |
| Médaille d'argent  | Galen Burrell      | États-Unis | 3 h 45 min 41 s |
| Médaille de bronze | Zac Freudenburg    | États-Unis | 3 h 54 min 1 s  |
| 4                  | Ulrich Steidl      | Allemagne  | 3 h 56 min 37 s |
| 5                  | Miguel Ángel López | Mexique    | 4 h 0 min 13 s  |
| 6                  | Anton Vencelj      | Slovénie   | 4 h 6 min 59 s  |
| 7                  | Bernie Boettcher   | États-Unis | 4 h 8 min 9 s   |
| 8                  | Daniel Bolt        | Suisse     | 4 h 12 min 18 s |
| 9                  | Paul Koch          | États-Unis | 4 h 14 min 13 s |
| 10                 | Erin Hutchinson    | États-Unis | 4 h 14 min 51 s |

| Rang               | Athlète           | Pays       | Temps           |
| ------------------ | ----------------- | ---------- | --------------- |
| Médaille d'or      | Emma Murray       | Australie  | 4 h 21 min 9 s  |
| Médaille d'argent  | Danelle Ballengee | États-Unis | 4 h 25 min 44 s |
| Médaille de bronze | Keri Nelson       | États-Unis | 4 h 51 min 53 s |
| 4                  | Cheryl Stephenson | États-Unis | 4 h 57 min 54 s |
| 5                  | Sarah Evans       | États-Unis | 4 h 58 min 22 s |
| 6                  | Lisa Ledet        | Angleterre | 4 h 58 min 43 s |
| 7                  | Salynda Fleury    | États-Unis | 5 h 3 min 14 s  |
| 8                  | Jennifer Leppert  | États-Unis | 5 h 3 min 30 s  |
| 9                  | Jane Tunnadine    | États-Unis | 5 h 4 min 15 s  |
| 10                 | Karen Brennan     | États-Unis | 5 h 14 min 37 s |